# آرامستان ارامنه اصفهان
آرامستان ارامنه یکی از آرامستان‌های قدیمی اصفهان است که در بلوار شهدای صفه در جنوب شهر و در دامنه کوه صفه قراردارد.
به غیر از ارامنه اصفهان، مقبره بسیاری از خارجیانی که از زمان صفویه تا کنون در اصفهان زندگی می‌کرده‌اند در این آرامستان قرار دارد.
قدمت آرامستان تاریخی ارامنه اصفهان که در جنوب غربی این شهر واقع است به قرن پانزدهم میلادی می‌رسد. این آرامستان به دو بخش کاتولیک‌ها و پروتستان‌ها تقسیم می‌شود و در هر قسمت، سنگ قبرهای بزرگ با خط ارمنی وجود دارد. البته به دلایلی در زمان سلطنت شاه سلطان حسین، گوشه تمام سنگ قبرها را شکسته‌اند.
شخصیت‌های تاریخی چون «یوهان نورتمبر» فرستاده انگلستان در دربارهٔ شاه عباس اول متوفی در سال ۱۶۲۴ میلادی و «یوهان رودلف اشتادلر» (۱۶۳۷–۱۶۰۵) ساعت‌ساز سوئیسی که در دوره صفوی اعدام شد، «الکساندر درودیس» (۱۶۶۰–۱۵۹۱) مبلغ مسیحی، «ایزاک بودته دولتوان»، «ارنست هولتسر» (۱۹۵۵–۱۸۷۶) و «جیمز گارلند» در این آرامستان دفن شده‌اند. آرامستان تاریخی ارامنه اصفهان در سال ۱۳۸۰ در فهرست آثار ملی کشور ثبت شده است.
در شرق این آرامستان دانشگاه اصفهان و در جنوب آن بیمارستان الزهرا ساخته‌شده است.

## نگارخانه

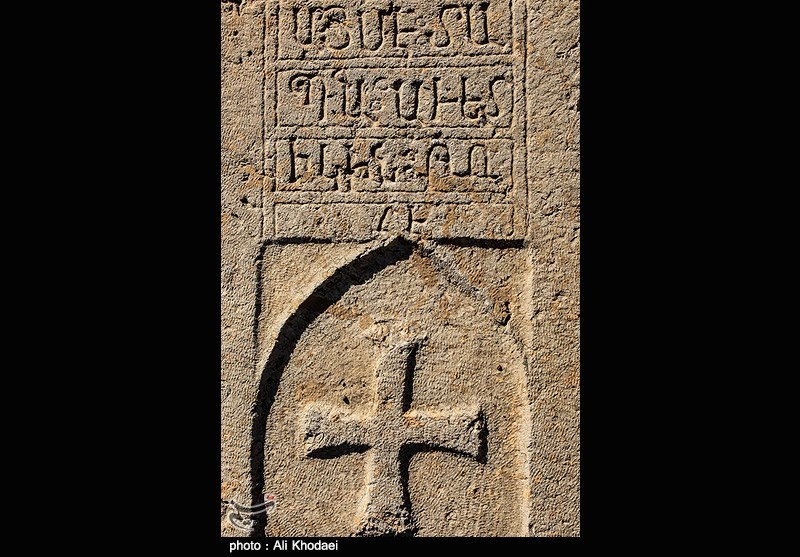
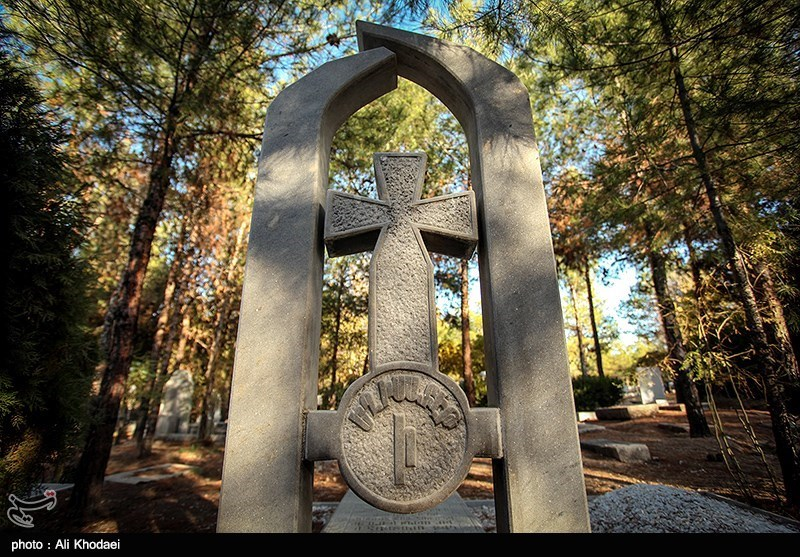
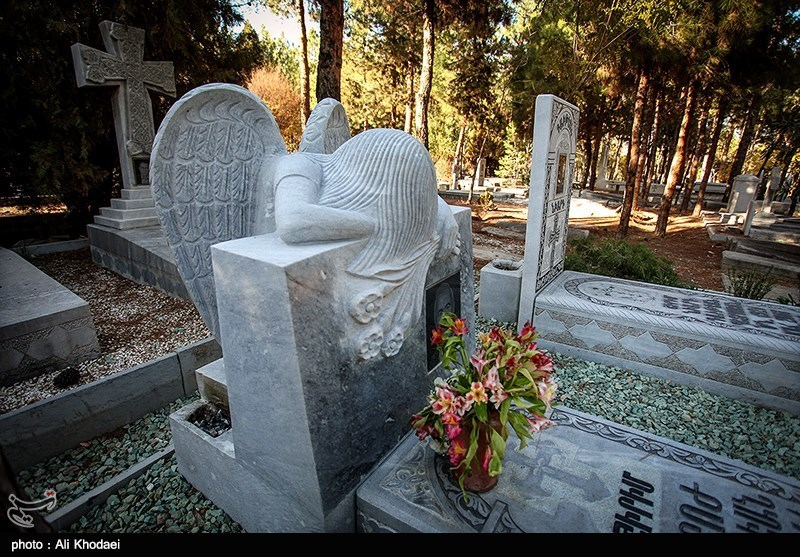
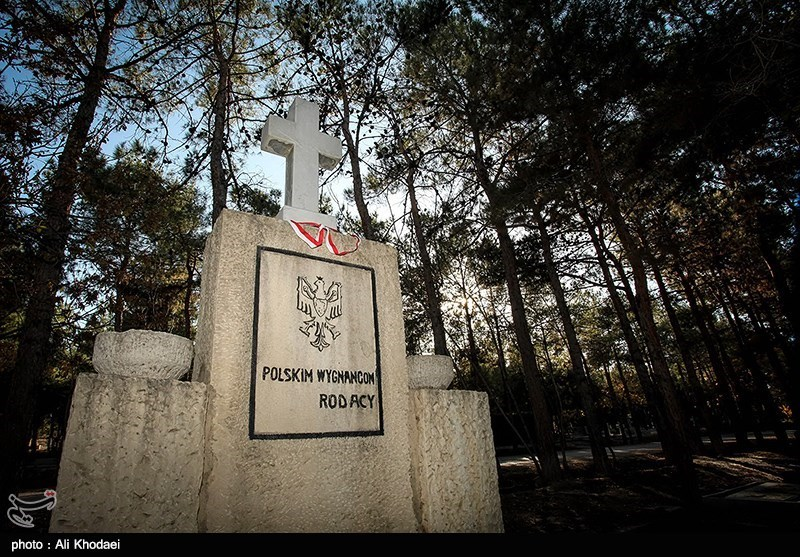